# 響奈美
響 奈美（ひびき なみ、1970年6月13日 - ）は、日本の元AV女優。

## 略歴
1988年京都大学に合格。1990年に20歳でAVデビュー。AVに出演していることが大学に知られ、さらに週刊新潮にも記事が掲載された。

## 出演作品

### アダルトビデオ
- 赤スキンちゃん気をつけて（1990年、ダイヤモンド映像、監督:清水大敬）
- 走る!! （1990年、裸の王様、プロデュース:伊勢鱗太朗、ディレクター:平口広美）
- 乳すステーション （1990年、ZAPPA、ジョルジオ）
- 悶絶キラキラ・ショー （1990年、裸の王様）
- 巨乳一番しぼり （1990年、制作受審:(株)サムビデオ(SAMM VIDEO)、発売元:(株)芳友舎、監督:豊田薫）